# 쇼와 모던

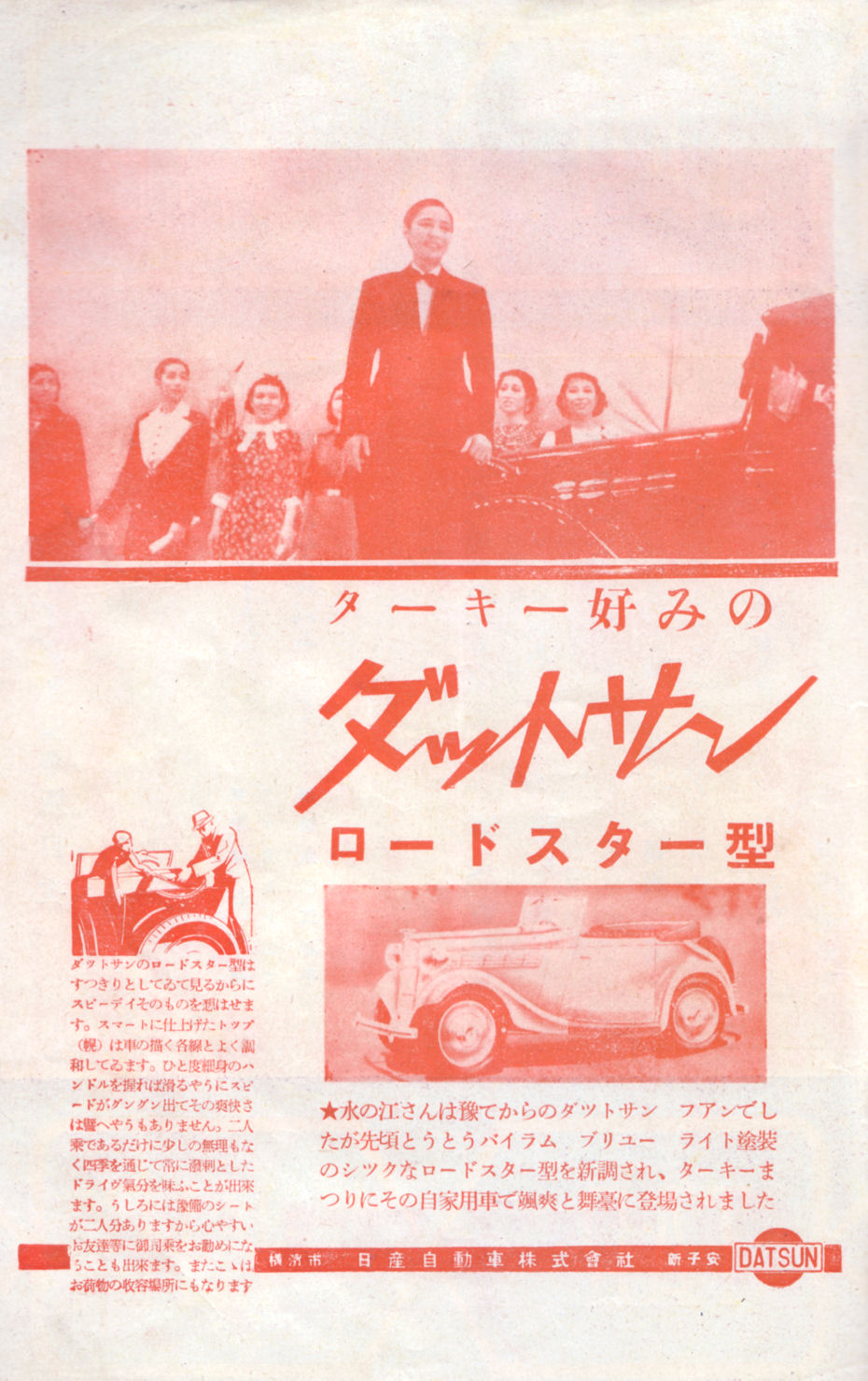
미즈노에 타키코를 모델로 사용한 닷토산 자동차 광고.

쇼와 모던(일본어: 昭和モダン)은 쇼와 시대 초기인 1930년대에 발생한 화양절충 근대시민문화다. 쇼와 시대는 제2차 세계대전을 사이에 두고 전전과 전후로 나뉘는데, 쇼와 모던은 전전에 적용된다. 전후 쇼와 시대는 "쇼와 노스탤지어(昭和ノスタルジー)"라고도 한다.
1926년 쇼와 시대가 시작되고, 일본에서는 도쿄, 요코하마, 오사카, 고베 등 대도시를 중심으로 대량소비사회가 본격화되었다. 왕성한 일본시장을 겨냥한 구미 기업의 진출도 잇따랐다. 한편 1910년대부터 이미(다이쇼 로망) 유럽에서 꽃을 피운 아르누보와 아르데코 양식이 일본에 침투했고, 프랑스의 샹송과 미국의 재즈, 아르헨티나의 탱고 등 대중음악도 축음기의 보급과 라디오 방송의 시작으로 많은 사람들이 듣게 되었다. 한편 할리우드 영화의 초창기로 무성영화에서 유성영화로 이행된 것도 이 시기다. 이렇게 유럽과 미국의 새로운 소비문화가 유입되는 가운데 일본에서는 대도시를 중심으로 서양과 일본의 영향을 독자적으로 소화한 문화가 조성되어간다.
문맹퇴치율이 높아지면서 키타하라 하쿠슈, 사이죠 야스 등의 서정시가 애독되었고, 『개조』, 『킹』, 『문예춘추』 등 종합잡지와 이와나미 문고를 필두로 한 엔본(염가 문고판)들이 출간되며 교양의 대중화가 진행되었다. 가와바타 야스나리, 요코미츠 리이치 등의 신감각파 문학과 요시카와 에이지, 나카자토 카이잔 등의 대중문학이 출현했다. 『신청년』 등에서는 에도가와 란포, 유메노 큐사쿠 등의 에로그로넌센스 사변문학이 일세를 풍미했다(이 분야는 다이쇼 시대의 타니자키 준이치로가 개척했다). 황금박쥐, 후쿠짱, 노라쿠로, 소년탐정단 등 어린이를 위한 오락작품도 융성했다.
영화에서는 아라시 칸쥬로, 오코치 덴지로, 반도 쓰마사부로 등 시대극 스타가 나타났고, 음악에서는 핫토리 료이치, 코가 마사오, 나카야마 신페이 등 작곡가와 아와야 노리코, 후지야마 이치로, 쇼지 타로, 딕 미네 등 가수가 활약했다. 카와바타 후미코, 버키 시라카타 등 일본계 미국인들이 활약한 것도 이 시대의 특징이다. 대극정 건축 러시가 일어나 도심에 동양극장, 일본극장, 도쿄극장, 다카라즈카 대극장, 도쿄 다카라즈카 극장, 히비야 영화극장 등이 건설되었다.
또한 생활양식도 크게 바뀌었다. 도시에서는 여성의 사회진출이 진행되면서 타자수나 버스 안내양 등 직업여성이 출현하겍 되었다. 최첨단 양장을 입은 여성들은 "모던 걸(모가)"라고 불리게 되었고, 이에 대응하는 남성 버전은 "모던보이(모보)"라고 했다. 시민의 발로서 철도회사가 개발한 연선의 토지에 주택이 지어지고, 거기 사는 사람들은 터미널역의 백화점을 이용하거나 자가용으로 휴일에 쇼핑을 즐겼다. 이런 중산층 시민생활이 일반화된 것도 쇼와 초기부터였다. 이 시대에 개점한 주요 백화점으로는 세계 최초의 기차역내 백화점인 한큐 백화점을 시작으로 미츠코시 백화점, 다이마루 백화점 등을 들 수 있다. 또 지하철 건설도 시작되면서 일본 첫 지하철인 도쿄지하철(현 도쿄메트로 긴자선)이 1927년(쇼와 2년) 개통되고 오사카 시영지하철(현 오사카 메트로 미도스지선)이 1933년(쇼와 8년) 개통되었다. 철도연선 개발이 전원도시 건설로 이어진 것은 유명하다(한신칸 모더니즘).
서양에서 돌아온 사업가들이 양식 레스토랑을 열고 도심에서 성공을 거둘 수 있게 된 것도 이 무렵이다. 당시 카페는 독신남성이 주로 이용했지만, 모던함이 돋보이면서 인기가 높았다. 카레라이스, 오므라이스, 돈카쓰 등 현재 일반화된 양식 메뉴가 유통되었다. 또한 어린이 런치, 모리나가 밀크캬라멜, 미츠야 사이다, 칼피스, 네스카페, 산토리 각병 등 현재까지도 식용되는 음식물들이 개발된 것도 이 시기다. 건축에서는 아르데코 양식의 구 야마무라가 주택, 갑자원회관, 도쥰카이 아파트, 성 루카 국제병원, 이세탄 신주쿠점, 구 아사카궁저 등이 건설되었다.
1930년대 후반 5·15 사건과 2·26 사건 이후 군부가 대두되고 정당정치가 종언을 맞았다. 1937년 중일전쟁이 발발, 격화되면서 세계적인 국제관계의 긴장을 받는다. 국가총동원법에 따라 1938년에는 2년 후에 예정되어 있던 도쿄 올림픽도 반납했다. 이런 시국 속에서 "연약하고 사치스러우며" "반신체제적"이라고 제명된 쇼와 모던은 끝을 맞이한다. 하지만 1941년 태평양 전쟁이 발발해 영미를 적으로 돌리기 전까지 서양 영화나 음악, 복장, 외식, 오락, 야구는 계속 인기가 높았다.

## 참고 자료
- 『女学生手帖—大正・昭和乙女らいふ』内田静枝／弥生美術館・編 河出書房新社 2005年
- 『女学校と女学生—教養・たしなみ・モダン文化』稲垣恭子・著 中央公論新社 2007年
- 『教科書には載っていない! 戦前の日本』武田知弘・著 彩図社 2008年